# 안나레나 해르쾨넨
안나레나 해르쾨넨(Anna-Leena Härkönen, 1965년 4월 10일 ~ )은 핀란드의 배우, 작가이다.